# Avro Lincoln
L'Avro 694 Lincoln était un bombardier quadrimoteur de la Seconde Guerre mondiale, dérivé du Lancaster produit par la société Avro pour l'armée de l'air britannique.
Initialement il s'agissait de la version B V du Lancaster (envergure augmentée et fuselage allongé).
Entré en service en 1945, il fut construit à 604 exemplaires.

## Historique

### Conception et développement

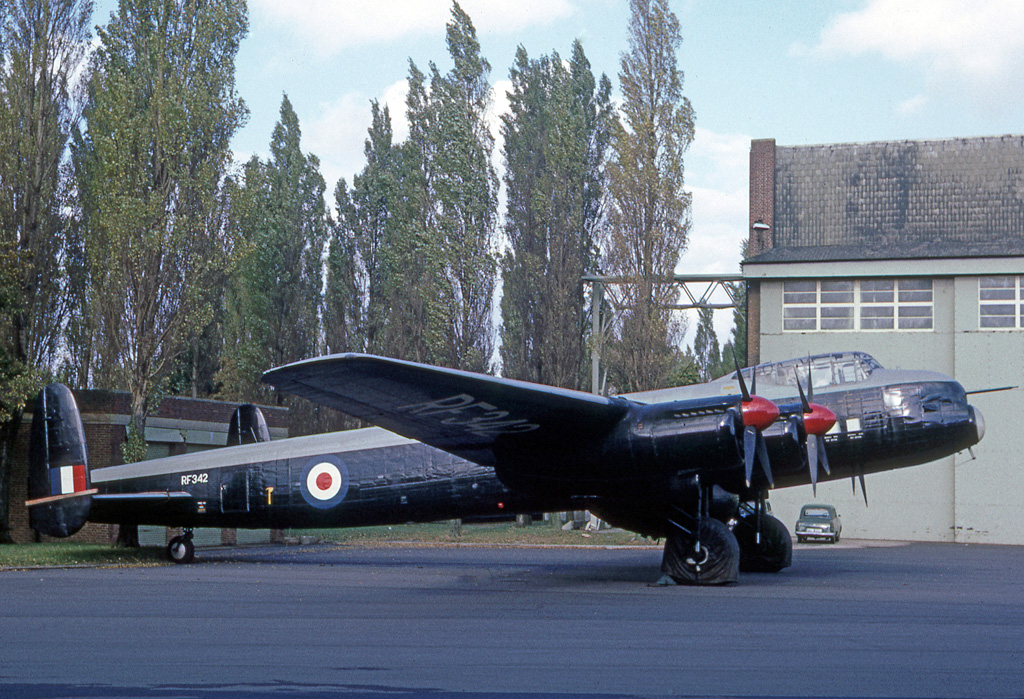
Lincoln B.2 de la Royal Air Force utilisé par Napier pour les travaux de recherche sur le givrage jusqu'en 1967.

L'Avro Lincoln est un développement du Lancaster fait par Roy Chadwick, en réponse à la demande B.14/43 du ministère de l'Air, avec un allongement d'aile plus élevé (10,30 comparativement à 8,02), quatre moteurs Rolls-Royce Merlin 85 à compresseur deux étages, un fuselage plus grand  avec une augmentation des capacités de carburant et de bombes, lui permettant de transporter jusqu'à 4,5 tonnes de divers armements et accessoires. À la suite de ces changements, le Lincoln avait un plafond opérationnel plus élevé et une plus grande portée que le Lancaster, avec un plafond de 35 000 pieds (6,5 miles) et un rayon d'action de 4 450 miles,.
Le prototype Lancaster IV (Lincoln I) a été assemblé par le  département de vol expérimental d'Avro à Manchester Ringway Airport et a effectué son vol inaugural le 9 juin 1944,.
La production de l'avion a été principalement réalisée dans les usines d'Avro de Woodford et Chadderton ; des avions supplémentaires ont également été construits par Armstrong Whitworth dans leurs installations de Coventry. D'autres lignes de production ont également été mises en place au Canada et en Australie, mais à la fin de la guerre, la production au Canada (par Victory Aircraft) a été interrompue après seulement un avion construit. La production en Australie a continué, les Lincoln qui ont été ensuite  fabriqués  ont été utilisés par la Royal Australian Air Force (RAAF).
Un avion  Lincoln de modèle Mk XV B a également été assemblé au Canada par Victory Aircraft ; la commande de six versions pour la RCAF a été annulée peu de temps après la fin des hostilités. Avec deux avions (Mk.I et Mk.II)  supplémentaires prêtés par la RAF, l'avion a été brièvement évalué après-guerre par la RCAF. Le Lancaster V / Lincoln II diffère principalement par le fait qu'il est équipé de moteurs Merlin 68A.

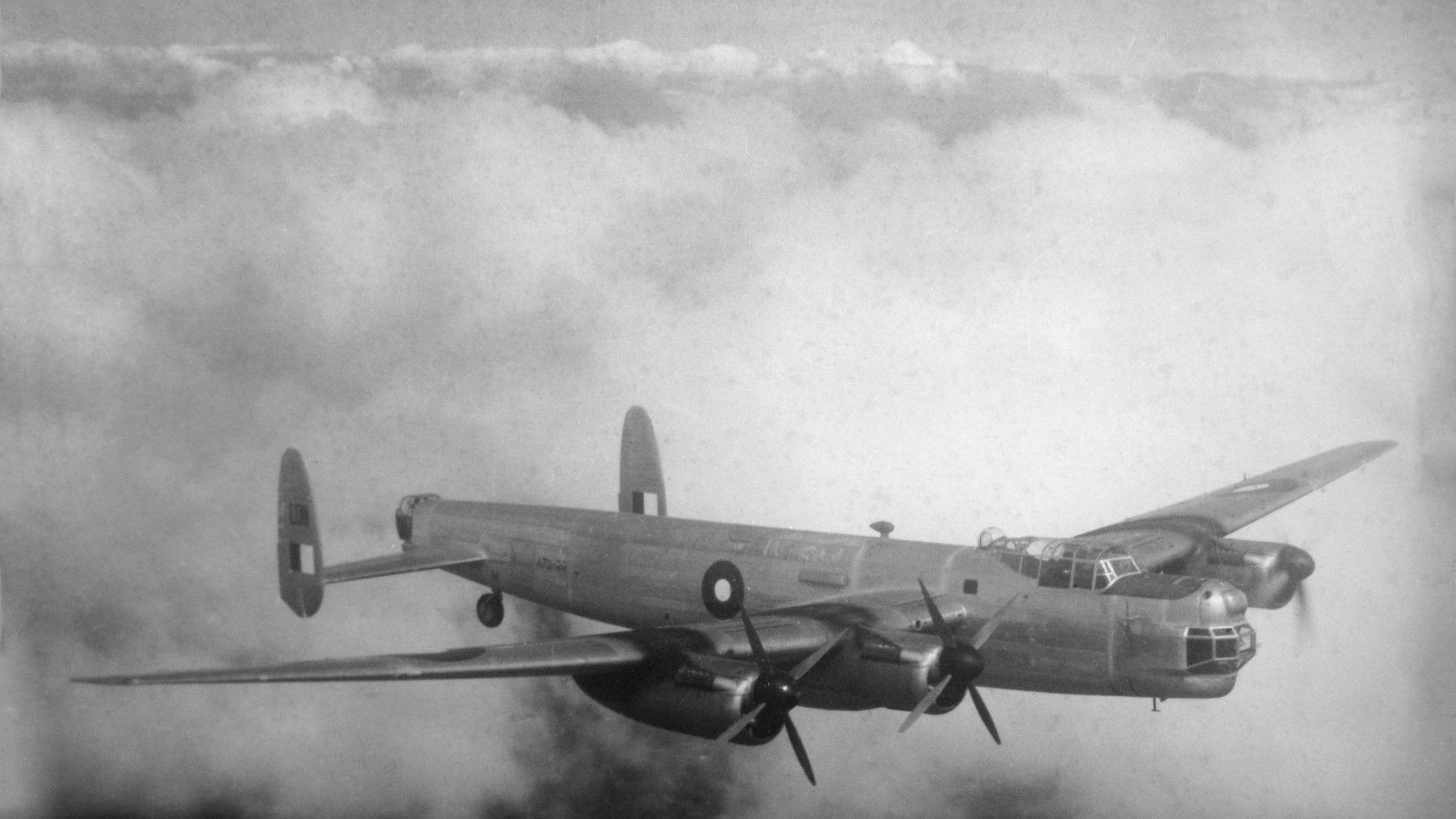
L'essai en vol de l'Avro Lincoln A73-20 avec les deux moteurs tribord en drapeau

Avant l'arrivée du Lincoln, le gouvernement australien avait demandé à son Department of Aircraft Production (DAP), dénommé plus tard Government Aircraft Factory (GAF), de construire le Lancaster Mk III. À sa place, une version du Lincoln I, rebaptisée Mk.30, a été fabriquée entre 1946 et 1949. il a le mérite d'être le plus gros avion jamais construit en Australie. Des commandes pour un total de 85 Lincoln Mk.30  ont été passées par la RAAF (qui l'a désigné A-73), mais seulement 73 ont été produits. 
Les cinq premiers appareils australiens (A73-1 à A73-5), ont été assemblés en utilisant des composants de fabrication britannique. Le 17 mars 1946 le A73-1 a  effectué son vol inaugural. Le premier Lincoln de construction entièrement australienne, A73-6, a été officiellement livré en novembre 1946. Le Mk.30 initialement possédait quatre moteurs Merlin 85, cet arrangement a été modifié par la suite par une combinaison de deux Merlin 66 extérieurs et deux Merlin 85 intérieurs. Ensuite une autre version améliorée, désignée Lincoln Mk.30A, avait quatre Merlin 102.
Durant les années 1950, la RAAF a fortement modifié certains de ses avions Mk.30, redésignés GR.Mk.31, pour effectuer des missions de guerre anti-sous-marine. Ces appareils  avaient un nez allongé de 1,98 m pour loger le treuil de détection acoustique  et  ses opérateurs, des réservoirs de carburant plus importants pour fournir à l'avion 13 heures de vol et d'une soute à bombes modifiée pour accueillir des torpilles. Le Mk.31 était particulièrement difficile à poser de nuit, car le bombardier avait  une roulette de queue et le long nez cachait la piste à la vue du pilote. 18 avions ont été reconstruits à cette norme en 1952, affectés de nouveaux numéros de série. Dix furent mis ultérieurement au niveau   MR.Mk.31, qui comprenait un radar mis à jour. Ces Lincoln ont servi avec No. 10 Squadron RAAF sur la base RAAF Townsville (en) ; Cependant, la découverte de corrosion dans les longerons des ailes a précipité leur réforme en 1961.
L'Avro Shackleton, avion de patrouille maritime, a été dérivé du Lincoln, comme l'avion de ligne  Tudor, qui utilisait les ailes du Lincoln avec un nouveau fuselage pressurisé.

### En opérations

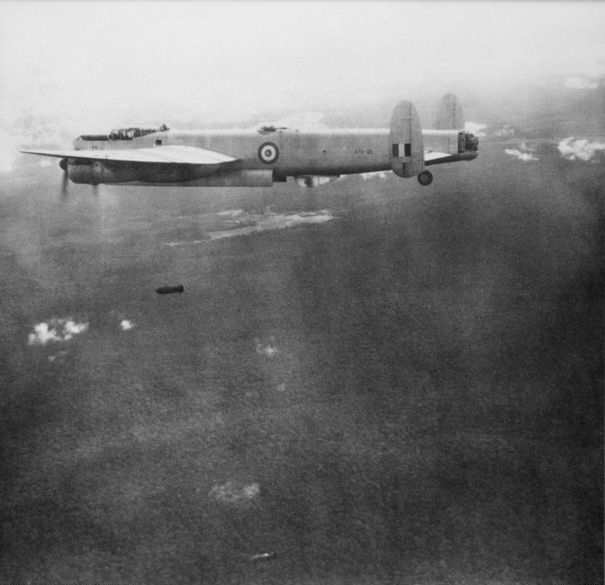
Avro Lincoln de la Royal Australian Air Force bombardant des positions communistes dans la jungle malaise, 1950.

Durant l'Insurrection communiste malaise, qui a duré de 1948 à 1960, 6 Avro Lincoln du No.1 Squadron de la Royal Australian Air Force ont pris part aux opérations contre les troupes communistes malaises dans le cadre de la Force aérienne de l'Extrême-Orient (FEAF). Le Lincoln, à partir de bases situées à Singapour et à Kuala Lumpur, a constitué l'épine dorsale de la guerre aérienne contre les troupes ennemies, lors de conduite des missions de bombardement contre leurs bases dans la jungle. Bien que les résultats soient souvent difficiles à évaluer, ils ont permis au gouvernement de harceler les forces pro-communistes, en attaquant leurs camps de base.
Un Avro Lincoln est abattu le 12 mars 1953 par un MiG-15 soviétique à la frontiére de la République Démocratique Allemande.

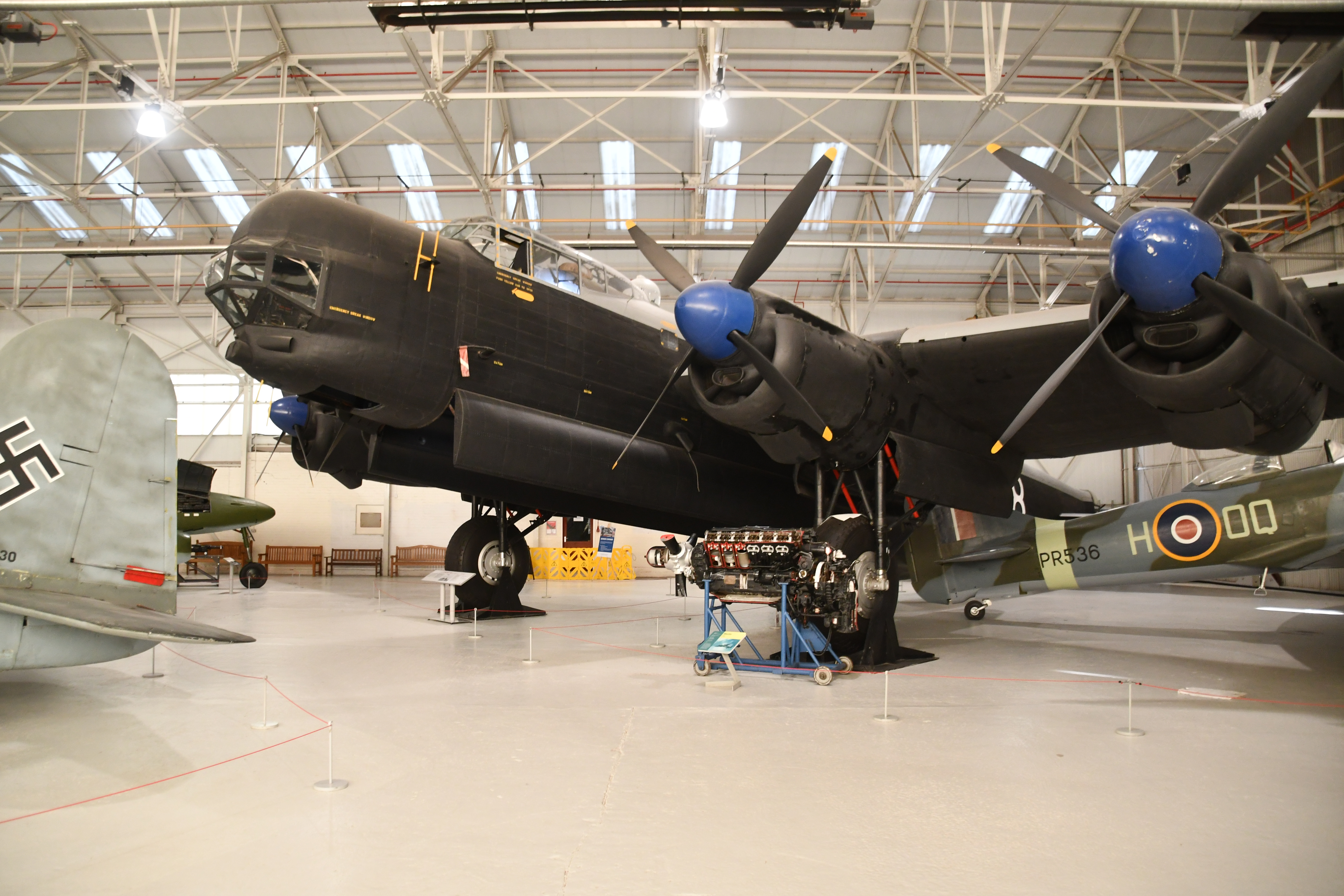
Avro Lincoln BII, RAF Museum Midlands, Cosford, England

Livré également à la force aérienne argentine, il participe à des coups d'état et à la Révolution libératrice de 1955.